# Xandar
Xandar (/ˈzændər/) é um planeta fictício que aparece nas revistas em quadrinhos (banda desenhada em Portugal) americanas publicadas pela Marvel Comics. O planeta é descrito como estando no sistema Tranta na Galáxia de Andrômeda. É mais conhecido como o mundo natal da Tropa Nova, uma força policial intergaláctica.
A primeira aparição de Xandar foi feita em Nova #1 (Setembro de 1976) pelo escritor Marv Wolfman e pelo artista John Buscema. O filme Guardiões da Galáxia (2014) introduziu Xandar no Universo Cinematográfico Marvel.

## História
Despedaçado em um ataque pelo Luphomoid Zorr, Xandar é salvo da completa destruição pela intervenção oportuna de Uatu, o Vigia, que ajuda os Xandarianos a criar uma rede de cidades com cúpulas interconectadas das maiores partes remanescentes do planeta.
O planeta é mais tarde quase destruído pelos Skrulls. Mais tarde ainda, Nebulosa destruiu o planeta e a Tropa Nova. A Tropa Nova foi ressuscitada por Richard Rider, que usou o poder da Força Nova para reiniciar o computador Xandariano Worldmind, que procedeu à clonagem dos Xandarianos mortos, incluindo a Rainha Adora.
O planeta devastado pela guerra é, mais uma vez, completamente destruído, e a Tropa Nova dizimada pelas mãos do Aniquilador. Rider é o último membro sobrevivente da Tropa Nova após o massacre. A mente colmeia coletiva que residia no núcleo de Xandar, uma entidade conhecida como Mente Global Xandariana, também sobreviveu e agora está alojada dentro do uniforme recém-modificado de Rider, que também foi aprimorado para ajudá-lo a conter toda a medida da Força Nova.
Por um curto período, Ego, o Planeta vivo, se tornou um lar temporário, conhecida como "Nova Xandar". Isso durou pouco, pois foi revelado que a consciência coletiva de Ego estava retornando gradualmente e estava tentando corromper a Tropa Nova recentemente reformada.

### Realeza
Suzerain Adora era a rainha deles. Seu marido Tanak Valt era Nova Prime. Adora alistou a ajuda do Quarteto Fantástico para terminar a guerra com os Skrulls.

### Tropa Nova
A Tropa Nova foi originalmente uma milícia espacial e grupo de exploração para o planeta Xandar. Consistia em 500 soldados. A fonte do poder do Tropa é um campo de energia quase ilimitado chamado Nova Força, gerado pela Mente Global Xandariana. Há muitos indivíduos notáveis que costumam ser membros da Tropa, incluindo Peter Quill, Rocket Raccoon e Sam Alexander.

### Mente Global Xandariana
A Mente Global Xandariana é um supercomputador localizado nas entranhas de Xandar, formado pela inteligência coletiva dos membros falecidos da Tropa Nova e pelo povo Xandar. Os cérebros reais são armazenados no computador. Sua finalidade é preservar o conhecimento e a história de Xandar e servir como guardião da Força Nova.

## Em outras mídias

### Televisão
- Xandar aparece na série animada Guardians of the Galaxy.
- Em Agents of S.H.I.E.L.D., foi revelado que há um tipo de caracol terrestre que vive em Xandar chamado de Caracóis Xandarianos. Durante um jantar realizado pelo Kree Kasius antes deles irem ver Daisy Johnson em ação, um de seus convidados chamado Senador Gaius Ponarian ofereceu os caracóis Xandarianos para Kasius como um gesto de boa vontade para Kasius.[7]

### Cinema
Xandar foi introduzida na Fase Dois dos filmes ambientados no Universo Cinematográfico Marvel como o planeta capital do Império Nova e o lar da Tropa Nova — a ala militar dos Xandarianos.
- Xandar apareceu pela primeira vez em Guardiões da Galáxia. Os Xandarianos assinaram um tratado de paz com o Império Kree, terminando uma longa guerra entre os dois lados. No entanto, Ronan, o Acusador —  o principal vilão deste filme — usou uma Joia do Infinito para atacar Xandar devido a um ódio aos Xandarianos pela morte de seu pai e antepassados. Os Guardiões da Galáxia ajudaram a Nova Corps e os Ravagers a derrotar Ronan, e no final confiaram a Joia do Infinito aos Xandarianos. Como os habitantes primários, os Xandarianos são retratados com pele rosa. Além de Xandarianos, o filme também revelou muitas outras espécies exóticas que vivem nas cidades de Xandar. Os edifícios localizados em Xandar incluem a sede da Nova e a Sala de Guerra da Tropa Nova.

O cenário virtual do planeta Xandar foi inspirado no monumental de aço, vidro e concreto branco da estação de trem Liège-Guillemins, em Liège, na Bélgica. Durante o processo de filmagem, a Ponte do Milênio de Londres foi usada para cenas em Xandar.
- Foi dito que o planeta Xandar foi "dizimado" por Thanos antes dos eventos de Avengers: Infinity War,[10] com ele tendo feito isso para obter a Joia do Poder aos cuidados da Tropa Nova.

### Jogos eletrônicos
- Xandar aparece em Lego Marvel Super Heroes 2, no primeiro nível do jogo onde os Guardiões da Galáxia devem lutar contra as forças de Kang, o Conquistador. Quando Eson, o Buscador, foi derrotado, Kang, o Conquistador, ativou um dispositivo que lhe permitiu usar uma parte de Xandar para fazer Chronopolis.